# Pygame
PyGame är ett multiplattformsspelutvecklingsbibliotek för programmeringsspråket Python. Det innehåller bland annat programbibliotek för datorgrafik och ljud. Pygame är en portering av biblioteket libSDL anpassat för Python och skapades för att ersätta pySDL efter dess plötsliga död.
Tanken med programbiblioteket är att möjliggöra spelutveckling i realtid utan att behöva använda lågnivåprogrammering.